# 德妮丝·克莱克
德妮丝·克莱克（德語：Denise Klecker，1972年1月26日—），德国女子曲棍球运动员。她曾代表德国参加2000年和2004年夏季奥林匹克运动会曲棍球比赛，其中2004年奥运会获得一枚金牌。